# 레인오버
레인오버(본명: 김의진, 1995년 7월 4일 ~ )는 대한민국의 전직 리그 오브 레전드 프로게이머이다. 프로게임단 지도자로도 활동했다. 선수 시절 아이디는 Reignover이며 포지션은 정글이었다. 현재 리그 오브 레전드 챔피언십 시리즈의 클라우드 나인의 코치를 맡고 있다.

## 선수 시절
2013년 3월 Incredible Miracle에 입단하면서 프로 커리어를 시작했다. 입단 이후 IM의 2팀에 합류했지만 이후 1팀으로 자리를 옮겼다. 2013 서머 시즌 팀의 주전 정글러로 활동했다. 2013년 10월에는 다시 2팀으로 다시 자리를 옮겼다. 2014년 5월, 팀에서 퇴단했다.
2015시즌을 앞두고 프나틱에 입단했다. 스프링 시즌 좋은 모습을 보여주면서 팀의 우승에 기여했다. 스프링 시즌 종료 이후 플레이오프 MVP를 수상했다. 스프링 시즌 우승으로 2015 MSI에 참가했다. MSI에서는 팀의 4강 진출에 기여했다. 서머 시즌에서도 좋은 모습을 보여주면서 팀의 우승에 기여했다. 리그 오브 레전드 월드 챔피언십 2015에서는 상대를 압도하는 경기력을 보여주면서 팀의 4강 진출에 기여했다.
2016시즌을 앞두고 임모탈즈에 입단했다. 스프링 시즌에서는 좋은 모습을 보여주었다. 스프링 시즌 종료 이후 최우수 선수로 선정되었다. 서머 시즌에도 좋은 폼을 보여주면서 팀의 포스트시즌 진출에 기여했다.
2017시즌을 앞두고 팀 리퀴드에 입단했다. 스프링 시즌에서는 부진만 모습을 보여주었다. 서머 시즌도 부진이 이어졌다.
2018시즌을 앞두고 카운터 로직 게이밍에 입단했다. 스프링 시즌에서는 팀이 부진한 가운데 분전했지만 팀은 포스트시즌 진출에 실패했다.
2018시즌 종료 후 현역에서 은퇴했다.

## 지도자 생활
2019년 5월, 클라우드 나인의 코치로 부임했다.
2020년 1월, 팀의 아카데미팀 감독으로 자리를 옮겼다.
2021시즌을 앞두고 팀의 감독으로 부임했다. 2021시즌 미드 시즌 쇼다운 우승에 기여했다. 스프링 시즌 이후 치러지는 MSI에서는 비자 문제로 참가하지 못했다. 2021년 5월, 1군 코치로 자리를 올겼다.

## 소속팀

### 선수
| # | 팀명                   | 소속 기간              | 소속 리그 | 비고 |
| - | ---------------------- | ---------------------- | --------- | ---- |
| 1 | Incredible Miracle 2팀 | 2013.03~2014.05.27     | LCK       |      |
| 2 | 프나틱                 | 2015.01.09.~2015.11.24 | LEC       |      |
| 3 | 임모탈즈               | 2015.12.08~2016.11.23  | LCS       |      |
| 4 | 팀 리퀴드              | 2016.12.12~2017.11.26  | LCS       |      |
| 5 | 카운터 로직 게이밍     | 2017.11.27~2018.12.03  | LCS       |      |

### 지도자
| # | 팀명          | 직책            | 소속 기간             | 소속 리그 | 비고 |
| - | ------------- | --------------- | --------------------- | --------- | ---- |
| 1 | 클라우드 나인 | 코치            | 2019.05.14~2020.10.19 | LCS       |      |
| 2 | 클라우드 나인 | 아카데미팀 감독 | 2020.01.07~2020.10.19 | LCS       |      |
| 3 | 클라우드 나인 | 감독            | 2020.10.19~2021.05.29 | LCS       |      |
| 4 | 클라우드 나인 | 코치            | 2021.05.29~           | LCS       |      |

## 수상 내역

### 선수
- 애스록 마치 쇼 토너먼트 2014 우승
- 리그 오브 레전드 유러피언 챔피언십 스프링 2015 우승
- 리그 오브 레전드 미드 시즌 인비테이셔널 2015 4강
- 리그 오브 레전드 유러피언 챔피언십 서머 2015 우승
- 리그 오브 레전드 월드 챔피언십 2015 4강
- 리그 오브 레전드 챔피언십 시리즈 스프링 2016 정규시즌 최우수선수

### 지도자
- 리그 오브 레전드 챔피언십 시리즈 서머 2019 준우승
- 리그 오브 레전드 챔피언십 시리즈 아카데미 스프링 2020 우승
- 리그 오브 레전드 챔피언십 시리즈 아카데미 서머 2020 우승
- 리그 오브 레전드 챔피언십 시리즈 록인 2021 준우승
- 리그 오브 레전드 챔피언십 시리즈 미드 시즌 쇼다운 2021 우승